# AOL Explorer
AOL Explorer (precedentemente AOL Browser) è un browser grafico, basato sul motore di rendering Microsoft Trident. Nel luglio 2005 fu lanciato il progetto AOL Explorer per il lancio gratuito, аnche in qualità del lancio aggiuntivo AIM versione 5.9. AOL Explorer supporta il funzionamento con i plugin.